# Katja Lange-Müller
Katja Lange-Müller (ur. 13 lutego 1951 w Berlinie) – niemiecka pisarka mieszkająca w Berlinie. Debiutowała w 1986 r. tomem trzydziestu dwóch autobiograficznie zabarwionych opowiadań pt. Wehleid – wie im Leben (Żałość – jak w życiu), powstałych w większości jeszcze w NRD i krążących wokół takich motywów jak samotność, strach i śmierć. Na język polski przetłumaczono jej powieść Böse Schafe (Wściekłe owce; Wydawnictwo FA-art 2012).

## Twórczość
- Wehleid – wie im Leben (Żałość – jak w życiu), 1986
- Kasper Mauser – die Feigheit vorm Freund (Kasper Mauser – tchórzostwo w obliczu przyjaciela), 1988
- Verfrühte Tierliebe (Przedwczesna miłość do zwierząt), 1995
- Bahnhof Berlin (Dworzec Berlin), 1997
- Die Letzten. Aufzeichnungen aus Udo Posbichs Druckerei (Ostatni. Zapiski z drukarni Udo Posbicha), 2000
- Biotopische Zustände, 2001
- Preußens letzte Pioniere, 2001
- Stille Post, 2001 (z Hansem Scheibem)
- Vom Fisch bespuckt 2002
- Der süße Käfer und der saure Käfer, 2002 (z Ingrid Jörg)
- Was weiß die Katze vom Sonntag?, 2002 (z Jonasem Maronem i Moniką Maron)
- Die Enten, die Frauen und die Wahrheit (Kaczki, kobiety i prawda), 2003
- Der nicaraguanische Hund, 2003
- o.ä., 2003 (z Traute Langner-Geißler)
- Böse Schafe, 2007; polskie wydanie: Wściekłe owce, przełożyła z języka niemieckiego Aleksandra Kujawa-Eberharter, Wydawnictwo FA-art, Katowice 2012

## Najważniejsze nagrody
- Nagroda im. Ingeborg Bachmann, 1986
- Nagroda im. Alfreda Döblina, 1995
- Berlińska Nagroda Literacka, 1996
- Nagroda Josepha Kessela, 2005
- Nagroda im. Wilhelma Raabe, 2008